# Tartas
Tartas (rusky Тартас) je řeka v Novosibirské oblasti v Rusku. Je dlouhá 566 km. Povodí řeky má rozlohu 16 200 km².

## Průběh toku
Ústí zprava do Omu na 510 říčním kilometru.

## Vodní režim
Zdrojem vody jsou převážně sněhové srážky. Průměrný roční průtok vody ve vzdálenosti 26 km od ústí činí přibližně 20,2 m³/s. Zamrzá ve druhé polovině října až v první polovině listopadu a rozmrzá ve druhé polovině dubna až v první polovině května. Nejvyšších vodních stavů dosahuje od dubna do června.
Průměrné měsíční průtoky řeky ve stanici Vengerovo v letech 1939 až 2000:

## Využití
Řeka je splavná pro vodáky. Vodní doprava je možná v délce 370 km do přístavu Severnoje.